# Johann Ludwig Aberli
Johann Ludwig Aberli (født 14. november 1723 i Winterthur, død 17. oktober 1786 i Bern) var en schweizisk maler.
Alberli kom fra en beskeden baggrund. Efter en kort skolegang blev han elev af Felix Meyer, som svar på hans forbøn, blev Aberli i 1741 optaget på Johann Grimms tegneskole i Bern.
I 1758 foretog Aberli en studietur i Berner Oberland. Under indtryk fra denne rejse begyndte Aberli, at blive mere interesseret i landskabsmaleri. Det følgende år rejste Aberli til Paris i flere uger.
Ud over hans kollegers arbejde, interesserede Aberli sig også for Salomon Gessners, Albrecht von Hallers og Jean-Jacques Rousseaus skrifter. Hjemvendt fra Paris, boede og arbejdede Aberli i Bern. Han opnåede stor økonomisk succes med en serie af graveringer af populære schweiziske landskaber. Men selv hans landskabsakvareller kunne han sælge med fortjeneste. For at reproducere disse akvareller, udviklede Aberli en kobberstikmetode med farvet kontur (Aberlische Manier). Således grundlagde han en gren af den schweiziske kunstindustri, som kun blev afløst af fotografering.
I 1774 rejste Aberli sammen med sin kollega Sigmund Freudenberger i Jurabjergene. I 1779 blev han besøgt af Johann Wolfgang von Goethe på dennes anden tur til Schweiz.